# Arthur P. Schmidt
Pour les articles homonymes, voir Schmidt.
Ne doit pas être confondu avec le monteur  américain Arthur Schmidt (1937-)
Arthur P. Schmidt, parfois crédité Arthur Schmidt, est un monteur et producteur américain, né le 21 août 1912 et mort le 22 juillet 1965 à Los Angeles (États-Unis).

## Filmographie

### Comme monteur
- 1934 : Filles d'Amérique (Finishing School)
- 1934 : Miss Carrott (Anne of Green Gables) de George Nichols Jr.
- 1935 : Chasing Yesterday
- 1935 : The Return of Peter Grimm
- 1935 : Je te dresserai (In Person)
- 1936 : Chatterbox, de George Nichols Jr.
- 1936 : Hideaway Girl (it)
- 1937 : Clarence
- 1937 : Hotel Haywire
- 1937 : Blonde Trouble (en)
- 1937 : Bulldog Drummond's Revenge
- 1938 : Dangerous to Know
- 1938 : Touchdown, Army
- 1939 : Disbarred
- 1939 : Bulldog Drummond's Secret Police
- 1939 : Undercover Doctor
- 1939 : Million Dollar Legs de Nick Grinde
- 1939 : 'Deuxième à gauche (All Women Have Secrets) de Kurt Neumann
- 1940 : Seventeen de Louis King
- 1940 : Opened by Mistake
- 1940 : Les Bas-fonds de Chicago (Queen of the Mob)
- 1940 : The Texas Rangers Ride Again
- 1941 : Las Vegas Nights
- 1941 : Aloma, princesse des îles (Aloma of the South Seas)
- 1942 : Le meurtrier s'est échappé (Fly-by-Night) de Robert Siodmak
- 1942 : Le Mystérieux Docteur Broadway (Dr Broadway) d'Anthony Mann
- 1942 : Priorities on Parade
- 1942 : La Rue de la chance (Street of Chance)
- 1943 : Salute for Three
- 1943 : Paramount Victory Short No. T2-4: The Aldrich Family Gets in the Scrap
- 1943 : Henry Aldrich Gets Glamour
- 1943 : The Good Fellows
- 1944 : Lona la sauvageonne (Rainbow Island) de Ralph Murphy
- 1945 : A Medal for Benny
- 1945 : Duffy's Tavern
- 1946 : Le Dahlia bleu (The Blue Dahlia)
- 1946 : Le Joyeux Barbier (Monsieur Beaucaire) de George Marshall
- 1947 : Les Exploits de Pearl White (The Perils of Pauline)
- 1948 : L'Homme aux abois (I Walk Alone)
- 1948 : Hazard
- 1949 : Un crack qui craque (Sorrowful Jones)
- 1949 : Quand viendra l'aurore (Top o' the Morning)
- 1950 : Boulevard du crépuscule (Sunset Blvd.)
- 1951 : The Redhead and the Cowboy (en)
- 1951 : Le Gouffre aux chimères (Ace in the Hole)
- 1951 : Le Choc des mondes (When Worlds Collide)
- 1952 : Le Fils de Géronimo (The Savage)
- 1953 : Saïgon, l'enfer pour deux flics (Off Limits)
- 1953 : Les étoiles chantent (The Stars Are Singing)
- 1953 : Il y aura toujours des femmes (Here Come the Girls)
- 1954 : Jarretières rouges (Red Garters)
- 1954 : Sabrina
- 1955 : La Cuisine des anges (We're No Angels)
- 1956 : Le Roi des vagabonds (The Vagabond King)
- 1957 : L'Odyssée de Charles Lindbergh (The Spirit of St. Louis)
- 1957 : Sayonara
- 1958 : Les Nus et les Morts (The Naked and the Dead)
- 1958 : Le Vieil Homme et la mer (The Old Man and the Sea)
- 1959 : Certains l'aiment chaud (Some Like It Hot)
- 1959 : Li'l Abner
- 1960 : Cinderfella
- 1962 : L'Increvable Jerry (It'$ Only Money)

### Comme producteur
- 1961 : Le Zinzin d'Hollywood (The Errand Boy)
- 1963 : Docteur Jerry et Mister Love (The Nutty Professor)
- 1963 : Un chef de rayon explosif (Who's Minding the Store?)
- 1964 : Jerry souffre-douleur (The Patsy)
- 1964 : Jerry chez les cinoques (The Disorderly Orderly)
- 1965 : Les Tontons farceurs (The Family Jewels)

## Distinctions
- nommé à l'Oscar du meilleur montage en 1951 pour Boulevard du crépuscule et 1958 pour Sayonara.